# Be Together
„Be Together” – utwór Major Lazer pochodzący wydanego 1 czerwca 2015 roku trzeciego albumu studyjnego pt. Peace Is the Mission. W utworze gościnnie wystąpił amerykańska grupa muzyczna Wild Belle. Utwór notowany był na listach przebojów w Australii, Francji i Stanach Zjednoczonych.
20 listopada ukazał się album remiksowy zatytułowany Australazer, na którym znalazły się remiksy „Be Together” w wykonaniu australijskich wykonawców.
19 stycznia w serwisie YouTube opublikowany został teledysk do utworu w reżyserii Alana Del Rio Ortiza, na którym obok członków Major lazer wystąpili także Elliot Bergman i Natalie Bergman z Wild Belle.

## Notowania na listach przebojów
| Lista                                      | Najwyższa pozycja |
| ------------------------------------------ | ----------------- |
| Australia (Top 50 Singles)                 | 33                |
| Francja (Top 200 Singles)                  | 150               |
| Stany Zjednoczone (Dance/Electronic Songs) | 29                |